# San Carlopas
De San Carlopas (Frans: col de Saint-Charles, Italiaans: colle San Carlo) of Arpypas (Frans: col d'Arpy, Italiaans: colle d'Arpy) is een 1971 meter hoge bergpas in Italië die de verbinding vormt tussen Morgex in het Aostadal en La Thuile. De pashoogte is gesitueerd in de bossen ten zuiden van de 2022 meter hoge Tête d'Arpy.
De weg wordt nauwelijks gebruikt door doorgaand verkeer aangezien de weg door het Verneydal een veel korter en gemakkelijker alternatief biedt. Vanaf de pashoogte kan men via een wandelpad gemakkelijk de top van de Tête d'Arpy bereiken die een spectaculair uitzicht op de Mont Blanc biedt. Een andere populaire wandeling vanaf de pashoogte voert naar het hogere deel van het Arpydal waarin de bergmeren Arpy (2066 m) en Lago di Pietra Rossa / Lac de Pierre rouge (2553 m) liggen.
Agnello · Aprica · Assietta · Baremone · Brenner · Brocon · Cadibona · Capannelle · Campolongo · Costalunga · Croce Dominii · Cuvignone · Duran · Esischie · Falzarego · Fauniera · Fedaia · Finestre · Forcola di Livigno · Foscagno · Gardena · Gavia · Giau · Giogo di Bala · Grote Sint-Bernhard · Jaufen · Joux · Kleine Sint-Bernhard · Lavaze · Leonessa · Lombarda · Maddalena · Manghen · Maniva · Mendel · Montgenèvre · Mont-Cenis · Monte Cristo · Mortirolo · Nigra · Nivolet · Penser Joch · Platigliolepas · Pfitscherjoch · Plöcken · Pordoi · Pratoriscio · Predil · Presolana · Reschen · Rolle · Sampeyre · San Carlo · San Marco · San Pellegrino · San Zeno · Scale · Sella · Sestriere · Sommeiller · Splügen · Staller Sattel · Staulanza · Stelvio · Tenda · Timmelsjoch · Tonale · Tre Croci · Tremalzo · Umbrail · Val Bighera · Valcavera · Valles · Valparola · Via del Sale · Vivione · Würz